# 27502 Stephbecca
27502 Stephbecca (2000 GR137) là một tiểu hành tinh vành đai chính được phát hiện ngày 3 tháng 4 năm 2000 bởi L. H. Wasserman ở trạm Anderson Mesa thuộc Đài thiên văn Lowell.